# Hausbruch-Neugrabener Turnerschaft
Die Hausbruch-Neugrabener Turnerschaft von 1911 e.V. ist ein Mehrspartensportverein in den Hamburger Stadtteilen Hausbruch und Neugraben-Fischbek. Die Frauen-Volleyballmannschaft VT Hamburg aus der Regionalliga spielt seit 2018 für den Klub.

## Struktur und Sportstätten
Der Verein hat derzeit rund 5500 Mitglieder.
Das Vereinsgelände, direkt an der Cuxhavener Str., umfasst zwei Sporthallen, sechs Tennisplätze, zwei Tennishallenplätze, sechs Beachvolleyballplätze, einen Kunstrasenplatz. Die staatliche Sportanlage (leichtathletische Rundlaufbahn und Naturrasenplatz) Opferberg grenzt unmittelbar an das Vereinsgelände an.
Das vereinseigene Gesundheits- und Fitnessstudio, das FitHus, liegt im Bürger- und Gemeinschaftszentrum Neugraben unmittelbar an der S-Bahn-Station Neugraben.

## Volleyball
Der Verein ist seit der Saison 2018/19 als Lizenznehmer des Volleyball Team Hamburg (VTH), einer Frauenmannschaft in der Regionalliga, und ersetzt dort den Nachbarverein TV Fischbek.
Die übrigen Damen-, Herren und Jugendmannschaften bilden mit der Volleyballsparte des TV Fischbek auch weiterhin die Spielgemeinschaft VG HNF.

## Andere Sportarten
Neben der leistungsorientierten Volleyballsparte gibt es folgende weitere Abteilungen in der HNT: Aerobic, Fitness & Trendsport, Aikido, Ballett, Tanz & Steppen, Basketball, Beachvolleyball, Boxen, Floorball, Fußball, Gesundheitssport, Inline-Skaterhockey, Inlineskating, Ju-Jutsu, Judo, Karate, Leichtathletik, Rehasport, Ski & Surf, Tennis, Tischtennis, Volleyball, Yoga und Turnen sowie das vereinseigene Fitnesscenter FitHus.
Die Damen-Mannschaft im Tischtennis spielte in den 1950er Jahren zeitweise in der Stadtliga, der damals höchsten Spielklasse. Seit 2018 spielt die HNT in einer Spielgemeinschaft mit dem FTSV Altenwerder, die in der Spielzeit 2025/26 über vier Herren-Mannschaften, deren erste in der 2. Bezirksliga spielt, und eine Jungen-U15-Mannschaften verfügt. Die frühere Faustball-Mannschaft nahm Mitte der 1950er Jahre an den Endkämpfen um die Hamburger Meisterschaft teil.